# 斯德哥尔摩证券交易所

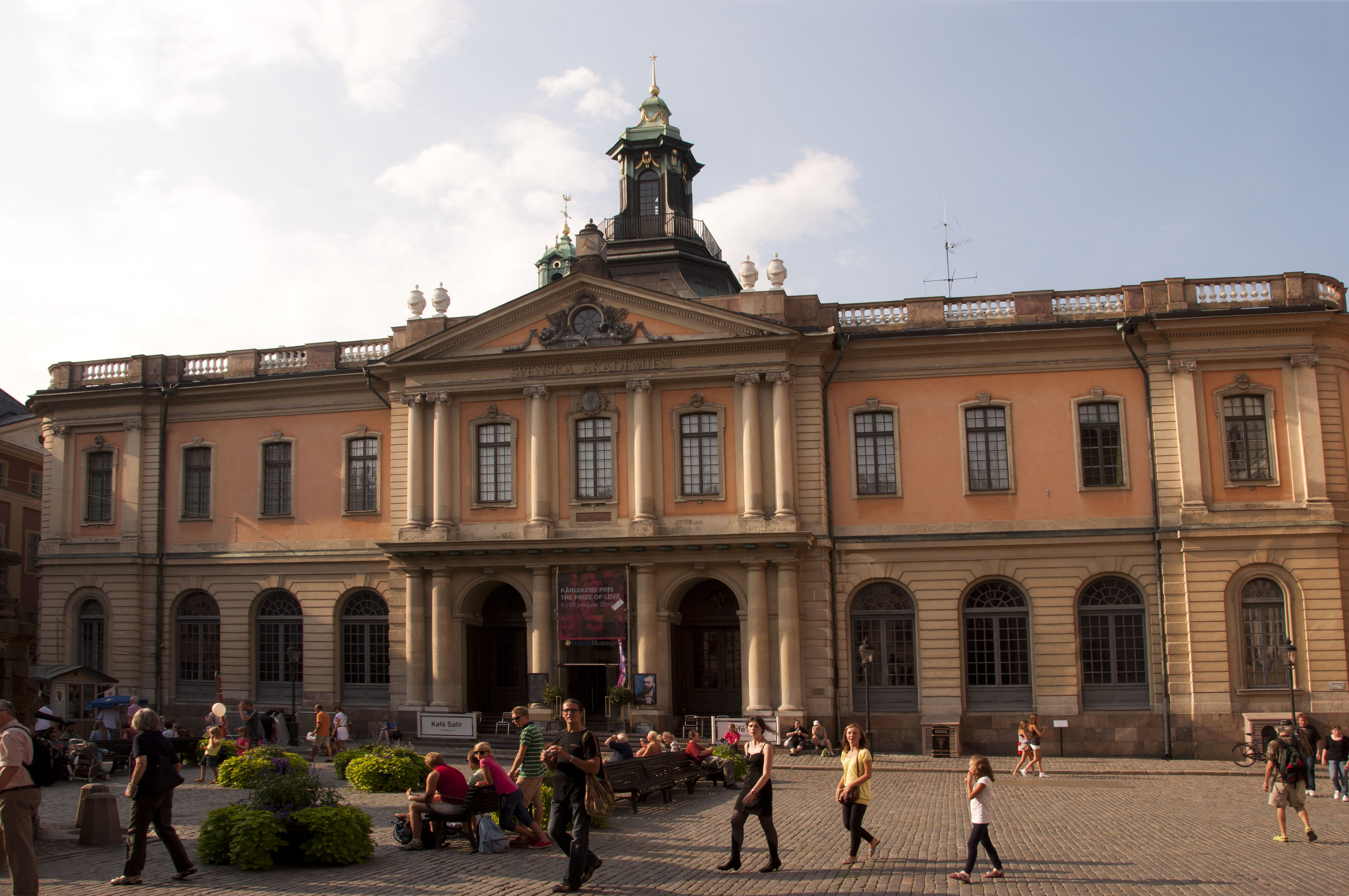
斯德哥爾摩證券交易所

斯德哥爾摩證券交易所（瑞典語：Stockholmsbörsen）位於瑞典斯德哥爾摩的證券交易所， 也是北歐最主要的證券交易所，上市公司超過300家。

## 历史
於1863年創辨。1993 年，瑞典斯德哥尔摩证券交易所改制成为全球第一家股份制的交易。斯德哥爾摩證券交易所於1998年被OMX收購，並於2003年與赫爾辛基證券交易所合併。隨著電子交易在1990年6月1日引進，所有交易都會在斯德哥爾摩證券交易所大樓的一樓完成。
除了週六，週日和假日外，斯德哥爾摩證券交易所的交易時段由上午九時開始至下午五時三十分。

## 上市公司
- 2004年第2季
  - 上市公司數量
    - 310

  - 市值
    - 2.521兆瑞典克朗
- 會員列表

## 外部連結
- Official site （页面存档备份，存于）

59°19′31″N 18°04′15″E / 59.325324°N 18.070836°E